# فـان-ديف هارمون
فـان-ديف هارمون (بالإنجليزية: Van-Dave Harmon)‏ هو لاعب كرة قدم ليبيري، ولد في 22 سبتمبر 1995.

## وصلات خارجية
- فـان-ديف هارمون على موقع قاعدة بيانات كرة القدم.إي يو (الإنجليزية)
- فـان-ديف هارمون على موقع ناشيونال فوتبول تيمز (الإنجليزية)
- فـان-ديف هارمون على موقع Soccerway.com (الإنجليزية)
- فـان-ديف هارمون على موقع عالم كرة القدم.نت (الإنجليزية)